# ATUS Amstetten
Die Arbeitsgruppe für Turnen und Sport Amstetten, kurz ATUS Amstetten, ist ein Sportverein aus der Niederösterreichischen Bezirkshauptstadt Amstetten in Österreich und wurde 1919 gegründet. Er bietet Turnsport, Leichtathletik, Badminton und Volleyball an.

## Geschichte
Der ATUS Amstetten ging aus dem Amstettner Gemütlichkeitsverein, in dem Theater gespielt wurde und Treffpunkt für Geselligkeit und Tanz für Amstetten und Umgebung war. Zu Beginn 1919 traf sich unter Hans Hammer eine Turntruppe, aus der im Frühjahr 1920 der Arbeiterturnverein Vorwärts Amstetten entstand. Die Funktion des Obmanns übernahm Albert Hanusch. 1923 änderte die Verantwortlichen den Verband in Arbeiter-Turn und Sportverein Amstetten, der bis zum Jahr 1975 bestehen blieb.
Weitere Obmänner nach ach dem Gründungsobmann Hanusch bis 1934 waren Karl Köttl, Johann Waldich und Alois Teufl. Der Verein veranstaltet in dieser Zeit ein alljährliches Schauturnen in Amstetten und nahm an dem ersten Österreichischen Arbeiter- Turn- und Sportfest in Wien 1926 und an der zweiten Arbeiter-Olympiade in Wien teil. Im Jahr 1934 wurden der Verein, wie alle anderen damaligen Arbeitersportvereine, aufgelöst.
Ab August 1945 wurden die Vereinstätigkeiten beim ATUS Amstetten wieder aufgenommen und die Vereinsgeschäfte übernahmen Josef Beireder und Hans Eder.

### Obmänner
- August Rußwurm (August 1946–1951)
  - Gründung der Sektion Turnen, Tischtennis, Leichtathletik, Schwimmen, Wasserball und Faustball

- Josef Beireder (1947–1951)
  - Übersiedelung in die Jahn-Turnhalle

- Hans Eder (1951–1962)
  - Im Winter bot der Verein Eissport in der Jahn-Turnhalle an
  - Freiluftsport auf der alten Rennbahn mit einer 800 m langen Sandbahn

- Franz Kneidinger (1963–1968)
  - Ankauf eines Grundstückes hinter dem heutigen Umdasch-Stadion

- Hans Hammer (1969)
- Josef Taxböck (1969–1972)
  - Gründung der Sektion Leichtathletik, Schwimmen, Frauengymnastik

- Werner Fischer (1972–1975)
- Konrad Stadlauer (1975–1996)
  - Änderung in den heutigen Vereinsnamen Arbeitsgemeinschaft für Turnen und Sport
  - 1982: Gründung der Sektion Volleyball und Badminton
  - Die Turnsektion befindet sich in der Volksschule Preinsbacher Straße

- Franz Auer (1996–2002)
  - Unter „Amstetten aktiv“ wurden Veranstaltungen organisiert
- Matthias Lindenhofer (2002–heute)
  - 2004 wurde der Namen ATUS Amstetten in ATUS City Center Amstetten umgeändert
  - 2016 wurde ATUS City Center Amstetten in ATUS Amstetten zurückbenannt

## Sektionen

### Turnen
Die Sektion Turnen besteht aus den Gruppen „Freies Kinderturnen“, „Mädchenturnen“, „Sportakrobatik“ und „Jonglieren/Einrad/Zirkus“. Sektionsleiterin ist Jasmine Schachinger.

### A3
Die Laufgruppe gründet am 23. April 2012 eine eigene Sektion mit dem Namen A3 unter der Leitung von Johann Aichinger. Seit Jänner 2023 ist Josef Guttenbrunner Sektionsleiter und Erwin Pilz Sektionsleiter-Stellvertreter.

### Badminton
Sektionsleiter ist Harald Pühringer.

### Leichtathletik
Am 21. Februar 2006 entstand die Sektion Leichtathletik des ATUS Amstetten unter dem Sektionsleiter Johann Aichinger als eigenständiger Verein LCA Umdasch Amstetten.

#### Obmänner
- 21. Februar 2006–2009: Johann Aichinger
- 2009 – 31. Jänner 2013: Michael Hofer
- 31. Jänner 2013 bis 26. April 2017: Fritz Etlinger
- 26. April 2017 – heute: Michael Hofer

### Volleyball
Die Sektion Volleyball des Vereines wurde 1983 als VCA Umdasch Amstetten gegründet. 1990 stieg die Mannschaft zum ersten Mal in die 1. Bundesliga auf. Im Folgejahr gelang dem Verein sogar der Sprung in die 2. Runde des Europacups. 2004 wird die Sektion Volleyball in VCA City Center Amstetten umbenannt, am 12. September 2006 spalten sich die Volleyballer ab und gründen einen eigenständigen Verein VCA HYPO Niederösterreich. 2014 benannte sich der Verein in VCA Amstetten NÖ um.
Der VCA Amstetten spielt in der Bundesliga im Jahr 2023.

#### Obmänner
- 12. September 2006 bis 19. Juli 2012: Stefan Krejci
- 19. Juli 2012 – 22. Jänner 2013: Fritz Etlinger
- 22. Jänner 2013–2014: Josef Maurer
- 2014 – heute: Sabrina Kreuziger

#### Erfolge
- 4 × Österreichischer Herrencupsieger: 2010, 2016, 2017, 2018